# Pilar Primo de Rivera
María del Pilar Primo de Rivera y Sáenz de Heredia, i condesa del Castillo de la Mota (Madrid, 4 de noviembre de 1907-Madrid, 17 de marzo de 1991) fue una política española de ideología falangista, que tuvo un papel destacado durante la dictadura franquista. 
Era hermana de José Antonio Primo de Rivera, fundador de la Falange Española, e hija del dictador Miguel Primo de Rivera. Es conocida por haber sido la fundadora y dirigente de la Sección Femenina de Falange durante la guerra civil española y, posteriormente, durante la dictadura de Francisco Franco. Ello la convirtió en una de las personas más conocidas dentro del régimen, estando al frente de la única organización de masas de carácter femenino que existió durante el franquismo.
Desde 1960 ostentó el título nobiliario de I condesa del Castillo de la Mota.

## Biografía

### Familia y primeros años
María del Pilar Primo de Rivera y Sáenz de Heredia Nació en Madrid el 4 de noviembre de 1907, era hija de Miguel Primo de Rivera y Casilda Sáenz de Heredia. Su padre era un oficial del ejército y su madre falleció cuando Pilar era muy pequeña, tras el nacimiento de su hermano Fernando. El padre, que entonces era teniente coronel, quedó viudo y a cargo de seis hijos, aunque debido a su carrera militar solía estar ausente del hogar familiar. Así, durante su infancia, Pilar creció en un ambiente castrense, profundamente conservador, autoritario y religioso, en el que reinaba el predominio masculino. Miguel Primo de Rivera continuó con su carrera y ascendería en el escalafón, ostentando importantes cargos. En 1923 encabezó un golpe de Estado que le llevó a hacerse con el poder e instaurar un régimen dictatorial que duró hasta 1930, cuando dimitió y se exilió en París. Durante el resto de su vida, Pilar Primo de Rivera mantuvo siempre una fuerte admiración y reverencia por su padre.

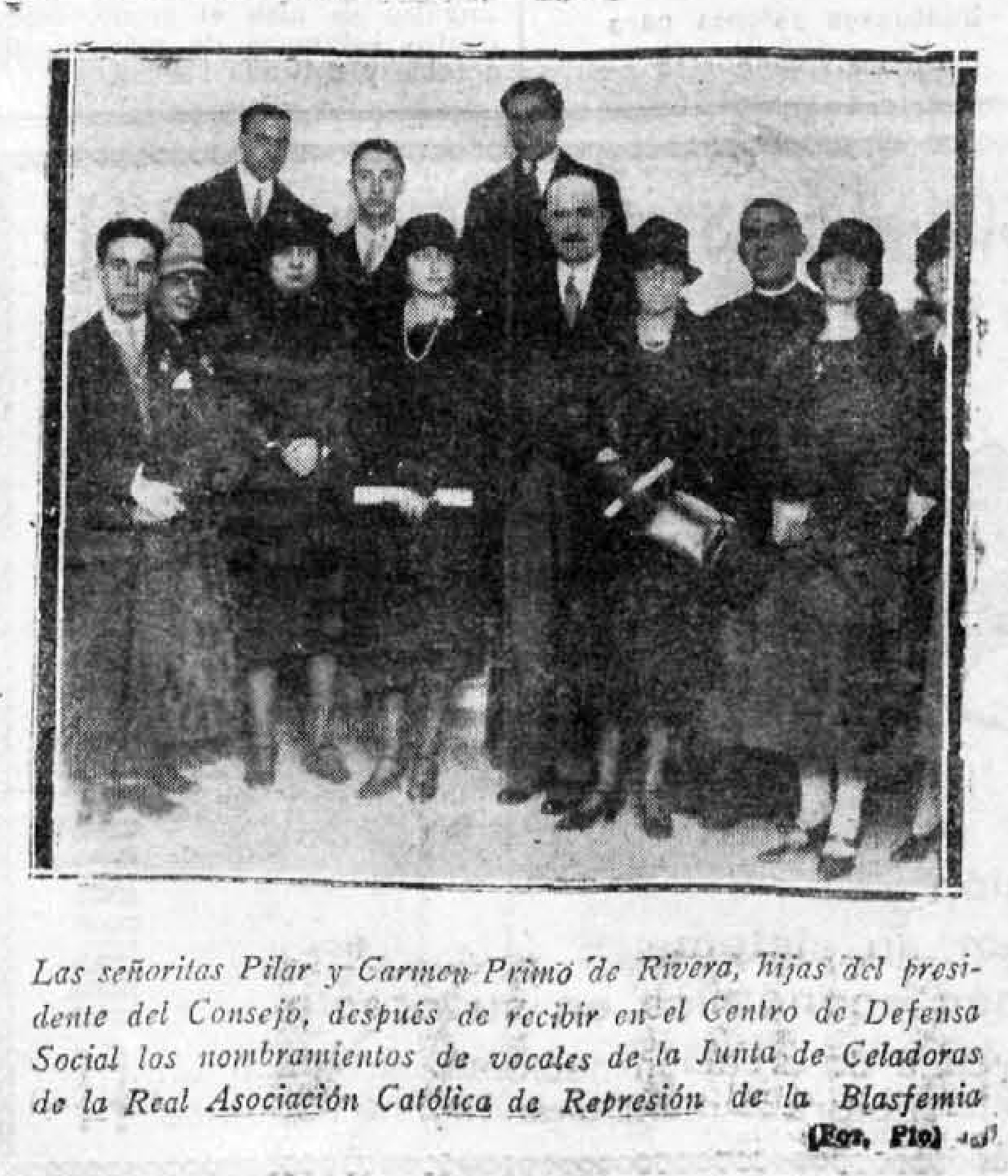
«Las señoritas Pilar y Carmen Primo de Rivera, hijas del presidente del Consejo, después de recibir en el Centro de Defensa Social los nombramientos de vocales de la Junta de Celadoras de la Real Asociación Católica de Represión de la Blasfemia» (El Imparcial, diciembre de 1926). En el centro de la fotografía, con bigote, está Víctor Pradera.

Tuvo una hermana gemela, llamada Ángela, que falleció a los cinco años en 1912, tras contraer el sarampión. Su otra hermana, María del Carmen, siempre se mantuvo alejada de la política y de la vida pública. Caso muy distinto del de sus otros hermanos, especialmente José Antonio y Miguel. El primero fundó en octubre de 1933 un partido de corte fascista, Falange Española. Pilar asistió al mitin fundacional del partido junto a Carmen y poco después ambas solicitaron su ingreso a Falange, aunque paradójicamente José Antonio rechazó aceptarlas en un principio.
Posteriormente, José Antonio aceptó a su hermana en el partido, aunque en un principio fuese a través del Sindicato Español Universitario (SEU). El 12 de julio de 1934 se organizó de forma oficiosa la Sección Femenina de Falange, compuesta inicialmente por siete miembros. Desde el primer momento, Pilar se puso a la tarea de organizar la nueva sección del partido. Para julio de 1936 la organización ya tenía unas 2500 militantes, y se extendía por todo el país.

### Guerra Civil
Tras el estallido de la Guerra Civil en julio de 1936, Pilar Primo de Rivera logró salir de Madrid y establecerse en Salamanca, desde donde siguió organizando la Sección Femenina que actuaba en la zona sublevada. En pocos meses, el número de altas creció considerablemente hasta alcanzar alrededor de 60 000 nuevas afiliadas, convirtiéndose en una de las principales organizaciones femeninas. Esto le confirió un inmenso poder, aunque la creación en diciembre de 1936 del Auxilio Social por Mercedes Sanz-Bachiller la llevó a entrar en una agria disputa con esta última por la competencia que esta organización suponía para la Sección Femenina. Con el tiempo, Pilar Primo de Rivera consiguió que el Auxilio Social fuera absorbido y convertido en una mera rama de la Sección Femenina. Sanz-Bachiller, viuda de Onésimo Redondo, contrajo matrimonio en segundas nupcias con Javier Martínez de Bedoya, lo que a la larga sirvió como excusa para su caída en desgracia.
Con José Antonio preso en zona republicana, la Falange se vio privada de una jefatura efectiva. En septiembre, Manuel Hedilla fue elegido jefe provisional de la Junta de Mando de Falange, aunque no contaba con el apoyo unánime de todos los cuadros. En el seno del partido, Primo de Rivera formó parte del sector de los llamados «legitimistas», junto a otros como Agustín Aznar, Sancho Dávila o Rafael Garcerán. Este sector se consideraba heredero del legado de José Antonio y era contrario a Hedilla.
En la primavera de 1937 se puso de manifiesto en la zona sublevada la necesidad de que las distintas fuerzas políticas se unificaran con objeto de que esto contribuyese eficazmente a los esfuerzos bélicos. Desde el otoño de 1936 el general Francisco Franco, que había sido elegido «caudillo» y jefe de las fuerzas militares sublevadas, era uno de los principales interesados en alcanzar una unificación de los distintos grupos políticos —falangistas, carlistas, monárquicos alfonsinos— que seguían actuando de forma autónoma. No era este el caso de Manuel Hedilla, ni tampoco de otros muchos falangistas «camisas viejas» que se oponían vehementemente a que la Falange original desapareciera. En aquella época la hermana del fundador, Pilar, no estaba en Salamanca, ya que se encontraba realizando varias visitas de inspección en Galicia y León. En un principio, ella también se oponía a una posible unificación de la Falange con otras fuerzas. Cuando el 19 de abril fue promulgado el Decreto de Unificación, Hedilla se opuso frontalmente al mismo. En este contexto, Pilar Primo de Rivera se mostró contraria al decreto y aconsejó a Hedilla que resistiera. Franco reaccionó drásticamente y arrestó a todos aquellos que mostraron resistencia al decreto, incluido Hedilla. En vista de lo ocurrido, Pilar Primo de Rivera y sus seguidores abandonaron cualquier resistencia a la unificación. Primo de Rivera no fue detenida y su vivienda se convirtió en un lugar habitual de tertulias donde los «camisas viejas» de Salamanca —que para entonces era la capital de la España «rebelde»— se reunían. De la unión entre falangistas y carlistas salió un nuevo partido: Falange Española Tradicionalista y de las JONS.
El 30 de abril de 1937, poco después de promulgarse el Decreto de Unificación, Primo de Rivera fue nombrada por Franco como Delegada Nacional de la Sección Femenina. El 11 de mayo sería confirmada en su cargo. Unos meses después, una circular interna de FET y de las JONS firmada por el capitán López Bassa le entregaba el monopolio del encuadramiento de las mujeres en la zona controlada por los sublevados. En el seno de la nueva Falange, Primo de Rivera pertenecía al grupo de los «camisas viejas» junto a otras destacadas figuras como Raimundo Fernández-Cuesta, Manuel Valdés Larrañaga o José Antonio Girón de Velasco. También formó parte del Consejo Nacional de FET y de las JONS, siendo una de las pocas mujeres que formaban parte de este órgano —junto a Mercedes Sanz Bachiller y María Rosa Urraca Pastor—. En 1938 le fue concedida la Gran Cruz de la Gran Orden Imperial de las Flechas Rojas.
En el transcurso de la contienda, mantuvo diversos encuentros con Hitler, Mussolini y Oliveira Salazar.

### Carrera política
A diferencia de José Antonio y Fernando, que murieron al inicio de la guerra, Pilar Primo de Rivera sobrevivió al conflicto igual que sus otros hermanos Carmen y Miguel. Tras el final de la contienda, continuó aumentando su parcela de poder: en mayo de 1939 un decreto desmanteló la Delegación de Frentes y Hospitales, formada en su mayoría por militantes carlistas y dirigida por la tradicionalista María Rosa Urraca. Poco después logró que el recién creado Servicio Social pasara a depender de la Sección Femenina —imponiéndose así a Mercedes Sanz Bachiller— y en enero de 1945 consiguió que el Frente de Juventudes prescindiera de su rama femenina y que esta se integrara en la Sección Femenina como una rama juvenil de la organización.
Sin embargo, a pesar de todos estos poderes, en el seno del nuevo régimen el poder principal estaba detentado por Franco. Si las disputas políticas habían quedado soterradas tras el Decreto de Unificación, el final de la guerra reabrió ese conflicto. En la primavera de 1941 los hermanos Pilar y Miguel Primo de Rivera escribieron una carta a Franco en la que protestaban por la situación política existente, ya que a su juicio la Falange no tenía el poder que ellos creían que merecía tener. Ambos llegaron a amenazar con presentar la dimisión de sus puestos si no se resolvía este agravio, entregando el poder a «falangistas de verdad». Franco, sin embargo, no hizo nada en este sentido; muy al contrario, nombró al militar Valentín Galarza —conocido por ser un furibundo antifalangista— como nuevo ministro de la gobernación. La llamada «Crisis de mayo de 1941», que siguió a su nombramiento, provocó una oleada de ceses y dimisiones tanto en la administración del Estado como en la estructura del partido. La propia Primo de Rivera llegó a anunciar que abandonaría la jefatura de la Sección Femenina, aunque finalmente esto no se produjo. En contraposición con su amenaza de abandonar su puesto, se mantuvo en el mismo y siguió jugando un señalado papel en el régimen franquista. De hecho, algunos autores han apuntado que fue la jefa de la Sección Femenina la que en 1941 recomendó a un conocido suyo, José Luis Arrese, para ocupar la Secretaría general del partido único, vacante desde hacía más de un año.
Nunca llegó a contraer matrimonio, dedicando su vida a Falange y a la memoria de su hermano José Antonio. El escritor falangista e introductor del fascismo en España, Ernesto Giménez Caballero, llegó a concebir la idea de un matrimonio entre ella y el líder nazi, Adolf Hitler, pero dicho plan nunca llegó a dar frutos.

### Relación con la Alemania nazi
Primo de Rivera realizó varios viajes a la Alemania nazi, de la cual era una ardiente admiradora. En abril de 1938 hizo un primer viaje al «Reich», donde visitó Berlín, la capital germana. También visitó la cancillería imperial y mantuvo una entrevista con Adolf Hitler que fue muy comentada por la prensa franquista.

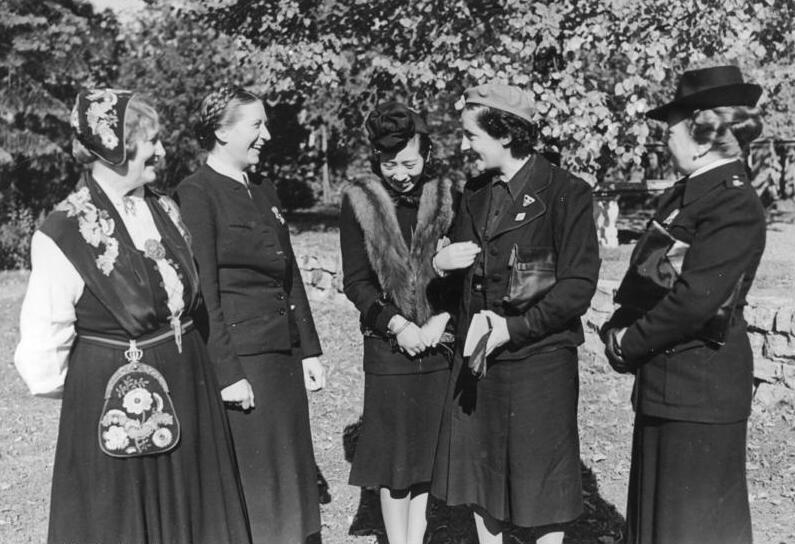
Pilar Primo de Rivera en Berlín (segunda por la derecha), en 1941.

Ya iniciada la Segunda Guerra Mundial, viajó a Berlín en 1941 para participar en el «Congreso Femenino»; ahí se encontró con las líderes de las secciones femeninas de otros movimientos totalitarios europeos —además de Japón—. Con el tiempo, Primo de Rivera acabó convirtiéndose en una especie de «embajadora» de la Alemania nazi en la España franquista, aunque también mantuvo contactos con la Italia fascista. En correspondencia, posteriormente recibió en España a varias delegaciones de las Juventudes Hitlerianas.
En agosto de 1943 volvió a visitar Alemania, acompañada de sus más estrechas colaboradoras —Clara Stauffer y María García Ontiveros—, realizando una gira que la llevó por las ciudades de Berlín, Múnich, Salzburgo, Viena y Stuttgart. Fue recibida por las autoridades en el Aeropuerto de Tempelhof. En su primera etapa en Berlín hizo una parada de cinco días para encontrarse con importantes líderes nazis —Goebbels, Jutta Rüdiger, Axmann, Gertrud Scholtz-Klink y von Faupel— y visitó el hospital berlinés donde convalecían los heridos de la División Azul. En Múnich estuvo en la sede del Partido nazi —la Casa Parda— y en Salzburgo visitó la universidad para entrevistarse con los estudiantes españoles de la misma, regresando a España tras pasar por Stuttgart.
Firme partidaria de la Alemania nazi, cuando en octubre de 1943 el régimen franquista decidió retirar del frente a la División Azul, Primo de Rivera se mostró contraria a esta medida y llegó a comentar que ello constituía una «traición a Alemania y a la Falange». Unas semanas antes, cuando el ministro-secretario general de FET y de las JONS —José Luis Arrese— declaró que España «no era una nación totalitaria», también se mostró muy disgustada ante aquellas palabras.

### Dictadura franquista
Durante la dictadura de Franco, a pesar de su oposición inicial al Decreto de Unificación, Pilar Primo de Rivera nunca cuestionó el poder del generalísimo ni la deriva conservadora que adoptó FET y de las JONS —totalmente alejada de los principios joseantonianos—. El secretario general del partido, Arrese, emprendió una purga interna dentro del partido a partir de noviembre de 1941, con el objetivo de expulsar a los elementos más «incontrolados» o «revolucionarios»: en los siguientes cuatro años fueron expulsados alrededor de 4000 militantes, lo que contribuyó a domesticar la Falange. Al igual que ocurrió con otros antiguos «camisas viejas», la hermana del fundador nunca criticó la «traición» que suponía al proyecto original de José Antonio y en cambio mantuvo una próspera carrera durante los años de la dictadura.
Primo de Rivera se mantuvo como jefa de la Sección Femenina (SF) durante todo el período que duró el régimen, desde el final de la Guerra Civil hasta la muerte de Franco. Desde ese puesto, preconizó que la familia y los niños constituían el único objetivo a conseguir en la vida para las mujeres, llegando a declarar en febrero de 1943 que «las mujeres nunca descubren nada; les falta el talento creador reservado por Dios para inteligencias varoniles». Además de sus intervenciones en política, desarrolló un interesante trabajo de compilación de varias formas del folclore español, especialmente en lo referido a música y danzas regionales. 
En 1960 le fue concedido el título de I condesa del Castillo de la Mota; esta concesión pareció constituir más un reconocimiento a los servicios prestados, en un contexto en que su poder e influencia políticas habían decrecido considerablemente.
En los últimos años de la dictadura tuvo un papel marginal. Tras la muerte de Franco, el 18 de noviembre de 1976 tuvo lugar la votación sobre la Ley para la Reforma Política que derogaba los Principios Fundamentales del Movimiento; a diferencia de lo que hicieron los «camisas viejas» y franquistas veteranos —como Fernández-Cuesta—, Pilar Primo de Rivera no votó en contra y simplemente se abstuvo.
En la primavera de 1977 un decreto ley del gobierno de Suárez la cesó como Delegada Nacional de la Sección Femenina. El gobierno le comunicó su cese con una notificación que incluía un sencillo «Gracias, Pilar». Unos meses más tarde, en noviembre de 1977, las veteranas de la Sección Femenina constituyeron una asociación de antiguas militantes: «Nueva Andadura». Primo de Rivera fue elegida presidenta de honor, cargo honorífico que mantuvo hasta su fallecimiento.
Retirada de la vida pública, publicó sus memorias en 1983. Falleció el 17 de marzo de 1991 en Madrid.

## Obras
- —— (1983). Recuerdos de una vida. Madrid: Dyrsa.[63]

### Pie de página
1. 1 2 3  Bacchetta y Power, 2002, p. 86.
2. 1 2 3  Fernández Jiménez, 2008, p. 293.
3. ↑  «María del Pilar Primo de Rivera Sáenz de Heredia». alianzaeditorial.es.
4. ↑  Vicente Ruiz, Rocío Verónica. Pilar Primo de Rivera. Contribuciones a la historia de las mujeres españols del Siglo XX (Tesis).
5. ↑  Preston, 1999, pp. 155.
6. 1 2  «Pilar Primo de Rivera, Fascist Leader in Spain». The New York Times. 18 de marzo de 1991.
7. ↑  Bacchetta y Power, 2002, pp. 87-88.
8. 1 2 3  Bacchetta y Power, 2002, p. 88.
9. ↑  Pabón, 1999, p. 1058.
10. ↑  Preston, 1999, pp. 155-156.
11. ↑  Sánchez López, 2007, pp. 153-154.
12. ↑  Sánchez López, 2007, p. 38.
13. ↑  Sánchez López, 2007, p. 40.
14. ↑  Morant i Ariñó, 2015, p. 45.
15. 1 2  Aguado y Ortega, 2011, p. 232.
16. ↑  Morant i Ariñó, 2015, p. 47.
17. 1 2 3 4  Aguado y Ortega, 2011, p. 233.
18. ↑  Sánchez López, 2007, pp. 163-164.
19. ↑  Aróstegui, 1997, p. 88.
20. ↑  Thomas, 1976, pp. 688-690.
21. 1 2  Gallego y Morente, 2005, p. 213.
22. ↑  Thomas, 1976, pp. 689-690.
23. 1 2 3  Bowen, 2000, p. 39.
24. ↑  Thomas, 1976, p. 692.
25. ↑  Gallego y Morente, 2005, p. 218n.
26. ↑  Payne, 1999, p. 264.
27. ↑  Thomas, 1976, p. 694.
28. ↑  Gallego y Morente, 2005, p. 216.
29. ↑  Núñez Puente, 2004, p. 70.
30. ↑  Payne, 1999, p. 276.
31. ↑  Gil Pecharromán, 2013, p. 36.
32. ↑  Bowen, 2006, pp. 80-81.
33. ↑  Thomas, 1976, p. 808.
34. ↑  Maza Zorrilla, 2014, pp. 173-174; 181-182.
35. ↑  Jefatura del Estado (18 de julio de 1938). «Decreto concediendo la Gran Cruz de la Gran Orden Imperial de las Flechas Rojas a doña Pilar Primo de Rivera y Sáenz de Heredia». Boletín Oficial del Estado núm. 18, de 18 de julio de 1938: 262.
36. ↑  Preston, 1999, p. 184.
37. ↑  Ruiz, 2014, p. 166.
38. ↑  Thomas, 1976, pp. 544-546.
39. ↑  Payne, 1999, p. 303.
40. 1 2  Gil Pecharromán, 2013, p. 45.
41. ↑  Gil Pecharromán, 2013, p. 46.
42. ↑  Thomàs, 2001, p. 59.
43. ↑  Garriga, 1976, p. 378.
44. ↑  O'Byrne, 2014, p. 121.
45. ↑  
Ranzato, 2006, p. 518; Preston, 1999, p. 185.
46. ↑  Bowen, 2000, pp. 49-50.
47. ↑  Fernández Jiménez, 2008, p. 201.
48. 1 2 3  Sánchez López, 2007, p. 156.
49. 1 2 3  Bowen, 2006, p. 193.
50. ↑  Bowen, 2006, p. 194.
51. ↑  Bowen, 2006, p. 195.
52. ↑  Gallego y Morente, 2005, p. 222.
53. ↑  Gallego y Morente, 2005, p. 229.
54. ↑  Bacchetta y Power, 2002, p. 87.
55. ↑  Payne, 1999, pp. 323–324.
56. ↑  Costenla, Teresa (10 de mayo de 2009). «Con un pequeño gemido, basta». El País.
57. ↑  Suárez Fernández y Espadas Burgos, 1991, p. 481.
58. ↑  Consejo Nacional (18 de mayo de 1977). «Decreto 1081/1977, de 17 de mayo, por el que se dispone el cese de doña Pilar Primo de Rivera y Sáenz de Heredia como Delegada nacional de la Sección Femenina». Boletín Oficial del Estado núm. 118, de 18 de mayo de 1977: 10920.
59. ↑  Morant i Ariñó, 2015, p. 43.
60. 1 2  Fernández Jiménez, 2008, p. 343.
61. ↑  Fernández Jiménez, 2008, p. 350.
62. ↑  Sánchez López, 2007, p. 92.
63. ↑  Richmond, 2003, p. 170.